# Горіла сосна
«Горіла сосна, палала» — українська народна весільна пісня, частина обрядів традиційного українського весілля, одна з найпоширеніших пісень сучасного весільного репертуару. Пісня походить з карпатського регіону, і на кінець XX століття набула широкого розповсюдження по всій території України.
Фольклористи відзначають, що палаюча сосна в цій пісні символізує дівоцтво, а вогонь — весілля, прощання з дівоцтвом та спогадами про безтурботне минуле.

## Фольклорні записи
Пісня «Горіла сосна» зафіксована фольклористами Західної України у кількох варіантах, починаючи з 1930-х років. Один з найперших варіантів «Горіла сосна, горіла» увійшов до виданого у США збірника «Лемковскы народны співанкы». У 1950-х увійшов у збірку Ukrainian Lemko and Other Folksongs, згодом до 10-томного зібрання українських народних пісень, які зібрав і зредагував Зіновій Лисько у кінці 1960-х. Усі зазначені варіанти мали дещо відмінний від сучасної пісні сюжет, який містив мотиви горіння сосни та гасіння її водою:
Горіла сосна, горіла, Під нев дівчина сиділа.
На неї згари спадали, За нев парубки плакали.

Решетом воду носили, Із неї згари гасили.
Варіант цієї пісні з назвою «Горіла липка» записав у XIX столітті Микола Костомаров. Пісня «Горіла липка» була записана і видана на грамплатівку фірми «Колумбія» 1927 року. Виконавці — Голютяки-Кузяни. Цей запис розшифрував Остап Майчик. Відомо також аранжування Анатолія Кос-Анатольського. Пісню «Горіла липка» у різні роки виконували Анатолій Солов'яненко, Богдан Косопуд, хорова капела Лемковина, У сучасному вигляді пісня «Горіла сосна, палала» зафіксована фольклористами західного регіону України наприкінці 1970-х років. Один із перших записів зроблений Софією Грицею та Валентиною Новійчук 1977 року у місті Бурштині від слюсарів Бурштинської ДРЕС.

## Символізм пісні
Сучасний варіант пісні містить певні поетичні символи. Зокрема, палаюча сосна символізує дівоцтво, а вогонь — весілля, прощання з дівоцтвом. Коса є символом дівочої чистоти, а її розплітання — ознака переходу зі статусу дівчини до статусу молодиці, яка мала носити на голові хустку або очіпок.
Водночас український літературознавець Микола Ільницький зауважує, що у сучасному варіанті пісня втратила основний міфологічний зміст, який, проте, можна простежити по більш ранніх її записах. Основні мотиви в ній — «горіння» сосни і «гасіння» її водою з решета. На ці символи звернув увагу О. Потебня у книзі «Пояснення українських і споріднених народних пісень». Потебня відзначає, що вогонь у пісенній народній творчості символізує кохання. Цікаво, що мотив палання сосни (або липи) повторюється у польському, чеському та хорватському варіантах пісні «Горіла липка», які мають майже ідентичний, що може свідчити про наявність первинного спільного слов'янського джерела пісні.
Український
Горіла сосна, горіла, 
Під нев дівчина сиділа.
На неї згари спадали, 
За нев парубки плакали.
Хорватський
Zelena lipa gorila, 
Pod njom je mila sidila, 
Iskre su na nju padala, 
Da su sve ptice plakala
Чеський
Hořela lipa, hořela, 
Panenka pod ňo seděla, 
Ješkerke na nũ padaly, 
Mladenci o nu plakaly
Польський
Gorzała lipka, gorzała, 
Dziewczyna pod nię leżała, 
Iskierke na nie padały, 
Bez koszulre je parzały.
В українських варіантах пісні сосну парубки гасять решетом, і гасіння палаючої сосни пов'язане із втратою «вінка» дівочості, а повернути втрачене — все одно, що погасити вогонь водою, принесеною у решеті.
Словацький фольклорист Ян Коллар зауважує, що пісня може походити з давньослов'янського звичаю карати вогнем дівчат, які втратили невинність.

## Виконання
Входить до репертуару багатьох виконавців та колективів України. Перші відомі звукозаписи були здійснені Закарпатським народним хором на українському радіо й перевидані в колекції з фондів радіо у 2009 році.
- Закарпатський народний хор CD «Ой, співаю, не гадаю» (2003); «Найкращі українські народні пісні. Золота колекція» (із фондів українського радіо, 2009).[11]
- Квартет «Купалінка» (біл. Гарэла Сасна) LP «Купалінка» (1989, Мелодія)[12]
- Піккардійська Терція CD «Піккардійська Терція» (1996)[13]
- Воплі Відоплясова CD «Музіка» (1997)[14]
- The Ukrainians CD «Respublika» (2002, Zirka Records)[15]
- Гурт «Експрес» CD «Українські Застольні Пісні» (2003)[16]
- Церніца (біл. Гарэла Сасна) CD «Вясёлы Вечар» (2003)[17]
- Вальжына Цярэшчанка[be] (біл. Гарэла Сасна)  CD «Хтось крануўся крылаў» (2003)[18]
- Гурт «Сусіди» CD «10 Років Разом. Кращі Пісні» (2006)[19]
- Камерний хор «Хрещатик» CD «Українська народна пісня»[20]
- Марія Стеф'юк, Національна капела бандуристів України. CD «Журавка» (2008)[21]
- Вертеп-бенд CD «Співаник» (2009)[22]
- Mad Heads CD «Україн Ska» (2011)[23]
- Made in Ukraine CD «Українські Хіти» (2018)[24]